# マイク・ラトリッジ
マイク・ラトリッジ（Mike Ratledge、1943年5月6日 - 2025年2月5日）は、イングランド出身のミュージシャン、鍵盤奏者。ロックバンド「ソフト・マシーン」のオリジナル・メンバー。

## 経歴・人物
ラトリッジはケント州メードストンで生まれた。子供の頃、両親の家で演奏された唯一の種類の音楽であるクラシック音楽の教育を受けた。彼はピアノを弾くことを学び、カンタベリーにあるサイモン・ラングトン・グラマースクール・フォー・ボーイズで出会った友人のブライアン・ホッパーと一緒に、クラシック・ピアノやクラリネットの作品を弾くようになった。
ラトリッジはまた、ブライアンの弟のヒュー・ホッパーとロバート・ワイアットに出会った。1961年には、ジャズ演奏に興味を持ったデヴィッド・アレンとも出会うこととなる。セシル・テイラーのピアノ曲を通じて、ラトリッジはセロニアス・モンク、マイルス・デイヴィス、ジョン・コルトレーンの音楽に親しむようになっていった。1963年、彼はデヴィッド・アレン・トリオで演奏を行った。友人たちとは異なり、ラトリッジは勉学をさらに進めたいと考え、後に心理学と哲学の学位を取得するオックスフォードのユニバーシティ・カレッジで学んだ。
同時に、彼は音楽の授業にも出席し、アヴァンギャルドなミュージシャンのマル・ディーンとラブ・スポールによる指導を受けた。卒業後、ラトリッジはアメリカの大学への進学を希望していたが、奨学金の申請が遅すぎたため行くことができなかった。
1966年、友人たちが新しいバンドを結成し、ラトリッジに参加を依頼した。そのバンド、ソフト・マシーンは、ロバート・ワイアット、デヴィッド・アレン、およびケヴィン・エアーズをフィーチャーしていた。その後、数年間に数多くのメンバー・チェンジを経ることとなるが、1973年まで、ラトリッジはオリジナル・ラインナップの唯一の生き残りメンバーとなった。
1967年4月15日にマーシャ・ハントと結婚した。
1973年11月に、ラトリッジはマイク・オールドフィールドがBBCのために行った「チューブラー・ベルズ」の生演奏に参加した。1976年、ラトリッジはソフト・マシーンを離れてソロのキャリアを築き、ソフト・マシーンはカール・ジェンキンスの管理下に置くこととした。ラトリッジは彼自身のスタジオをつくったが、ソロ・アルバムは決して発表されなかった。彼は『Riddles of the Sphinx』（1977年）、『Crystal Gazing』（1982年）、そしてローラ・マルヴェ監督の『The Bad Sister』（1983年）のためのフィルム・スコアを提供した。
ソフト・マシーンの最古参メンバーとして、彼はバンドのサイケデリック・ロック期からジャズ・ロック期への音楽的方向の変化の一部を担った。1980年代に、ラトリッジはコマーシャルおよび劇場のための音楽の作曲家、そして音楽プロデューサーとして活動的になっていった。1995年に、アディエマス（ラトリッジ、カール・ジェンキンスおよびミリアム・ストックリー）は、ラトリッジがカール・ジェンキンスと共同制作し、そのために電子パーカッションをプログラムした『聖なる海の歌声』を発売した。
2010年には、もともと1980年代初頭に発表されていたマイク・ラトリッジとカール・ジェンキンスのストック・ミュージック・ライブラリであるアルバム『Some Shufflin』と『Movement』が、CDで再発された。
2025年2月5日、盟友であったジョン・エサリッジが自身のSNSにて「偉大な友人が短い闘病生活の末に亡くなった」と記し、ラトリッジが死去したことを伝えた。81歳没。

## ディスコグラフィ

### リーダー・アルバム
- Cuts for Commercials Vol. 3 (1981年) ※with カール・ジェンキンス
- For Christmas, For Children (1981年) ※with カール・ジェンキンス
- Crystal Gazing (unreleased soundtrack) (1982年)
- The Bad Sister (unreleased soundtrack) (1983年)
- 『聖なる海の歌声』 - Adiemus: Songs of Sanctuary (1995年) ※アディエマス名義。with カール・ジェンキンス
- Movement (2010年) ※with カール・ジェンキンス
- Some Shufflin' (2010年) ※with カール・ジェンキンス
- Riddles Of The Sphinx (2013年) ※1977年録音

### 参加アルバム
- ケヴィン・エアーズ : 『おもちゃの歓び』 - Joy of a Toy (1969年)
- シド・バレット : 『帽子が笑う…不気味に』 - The Madcap Laughs (1970年)
- エルトン・ディーン :  『エルトン・ディーン』 - Elton Dean (1971年) ※『ジャスト・アス』（Just Us）として再リリースあり。
- ケヴィン・エアーズ : 『いとしのバナナ』 - Bananamour (1973年)
- ケヴィン・エアーズ : 『夢博士の告白』 - The Confessions of Dr. Dream and Other Stories (1974年)
- デヴィッド・ベッドフォード : 『天上の神話』 - Instructions For Angels (1977年)
- デヴィッド・ベッドフォード : Star Clusters, Nebulae & Places In Devon / The Song Of The White Horse (1978年)
- Planet Earth : Planet Earth (1978年)
- Rubba : Push Button (1979年)
- Rollercoaster :  Wonderin' (1980年)
- デヴィッド・アレン・トリオ : 『ライヴ1963』 - Live 1963 (1993年) ※1963年録音
- カール・ジェンキンス : 『聖なる海の歌声』 - Adiemus: Songs of Sanctuary (1995年)
- Various Artists : 『カンタベリー・サウンドの誕生』 - Canterburied Sounds, Vol.s 1-4 (1998年) ※1964年-1968年録音
- ワイルド・フラワーズ : 『ザ・ワイルド・フラワーズ』 - The Wilde Flowers (2015年) ※1967年-1968年録音